# Барон Горелл

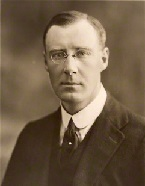
Рональд Горелл Барнс, 3-й барон Горелл (1884—1963)

Барон Горелл из Брамптона в графстве Дербишир — наследственный титул в системе Пэрства Соединенного Королевства. Он был создан 16 февраля 1909 года для сэра Горелла Барнса (1848—1913), президента Завещания, Развода и Адмиралтейского отделения Высокого суда с 1905 по 1909 год. Его старший сын, Генри Горелл Барнс, 2-й барон Горелл (1882—1917), был убит в Первой мировой войне, и ему наследовал его младший брат, Рональд Горелл Барнс, 3-й барон Горелл (1884—1963). Он в частности, занимал пост заместителя министра по воздуху в 1921—1922 годах в коалиционном правительстве Дэвида Ллойда Джорджа. Его преемником стал его сын, Тимоти Джон Рэдклифф Барнс, 4-й барон Горелл (1927—2007). Он был старшим исполнительным директором нефтяной компании Royal Dutch Shell с 1959 по 1984 год.
По состоянию на 2010 год титул носителем титула являлся его племянник, Джон Барнс, 5-й барон Горелл (род. 1959), который стал преемником своего дяди в 2007 году. Он был сыном достопочтенного Рональда Александра Генри Барнса (1931—2003), младшего сына 3-го барона Горелла.

## Бароны Горелл (1909)
- 1909—1913: (Джон) Горелл Барнс, 1-й барон Горелл (16 мая 1848 — 22 апреля 1913), старший сын ливерпульского судовладельца Генри Барнса (1817—1865)[1]
- 1913—1917: Майор Генри Горелл Барнс, 2-й барон Горелл (21 января 1882 — 16 января 1917), старший сын предыдущего[2]
- 1917—1963: Капитан Рональд Горелл Барнс, 3-й барон Горелл (16 апреля 1884 — 2 мая 1963), младший брат предыдущего[3]
- 1963—2007: Тимоти Джон Рэдклифф Барнс, 4-й барон Горелл (2 августа 1927 — 25 сентября 2007), старший сын предыдущего[4]
- 2007 — настоящее время: Джон Барнс, 5-й барон Горелл (род. 29 июля 1959), единственный сын достопочтенного Рональда Александра Генри Барнса (1931—2003), племянник предыдущего[5]
  - Наследник титула: достопочтенный Оливер Горелл Барнс (род. 1993), единственный сын предыдущего[6].